# Stein-variëteit
In de theorie van de functies van meer complexe variabelen en complexe variëteiten, deelgebieden van de wiskunde, is een Stein-variëteit, een complexe deelvariëteit van de vectorruimte, dus van een complexe ruimte, van meer complexe dimensies. De naam komt van de Duitse wiskundige Karl Stein.

## Definitie
Een complexe variëteit {\displaystyle X} van complexe dimensie {\displaystyle n} wordt een Stein-variëteit genoemd als aan de onderstaande condities wordt voldaan:
- {\displaystyle X} is holomorf convex, dat wil zeggen dat elke compacte deelverzameling {\displaystyle K\subset X}, de zogenoemde holomorfe convexe omhulling,

{\displaystyle {\bar {K}}=\{z\in X:|f(z)|\leq \sup _{K}|f|\forall f\in {\mathcal {O}}(X)\},}
opnieuw een compacte deelverzameling van {\displaystyle X} is. Hier duidt {\displaystyle {\mathcal {O}}(X)} de ring van holomorfe functies op {\displaystyle X} aan.
- {\displaystyle X} is holomorf scheidbaar, dat wil zeggen dat als {\displaystyle x\neq y} twee punten in {\displaystyle X} zijn, er dan een holomorfe functie

{\displaystyle f\in {\mathcal {O}}(X)}
bestaat, zodanig dat {\displaystyle f(x)\neq f(y).}